# Маминашвили, Шота Юрьевич
Шота Юрьевич Маминашвили (груз. შოთა მამინაშვილი; 30 августа 1986, Батуми — 1 октября 2017, Мцхета) — грузинский футболист, вратарь. Сын вратаря батумского и тбилисского «Динамо» Юрия Маминашвили.

## Биография
Большую часть своей карьеры выступал за батумское «Динамо», воспитанником которого был, в высшей и первой лигах Грузии, но практически никогда не был основным вратарём клуба. В сезоне 2014/15 со своей командой стал серебряным призёром чемпионата страны, сыграл в том сезоне 9 матчей из 30.
Кроме того, играл в России за новокузнецкий «Металлург-Кузбасс», где был запасным вратарём (там работал его отец), и за грузинские клубы «Мачахела» и «Шукура». В начале 2017 года перешёл в клуб первой лиги «Зугдиди».
1 октября 2017 года на разминке перед матчем против «ВИТ Джорджия» в Мцхете потерял сознание и был доставлен в больницу, где в тот же день скончался.
Похоронен на кладбище Ферия в Батуми. У него остались жена и сын.